# Los Sims 3: Criaturas sobrenaturales
Los Sims 3: Criaturas sobrenaturales (Título original: The Sims 3: Supernatural) es la séptima expansión de Los Sims 3. Fue confirmada el 13 de junio de 2012.
Se perfila como la verdadera adaptación de Los Sims: Magia Potagia, pues Los Sims 2: Comparten piso, sólo incorporaba la magia como característica secundaria. Además de convertirse en el primer juego de "Los Sims" en permitir la creación de criaturas especiales desde "Crear un Sim".
El videojuego fue lanzado el 4 de septiembre de 2012 en Norteamérica y el 6 de septiembre en España.

## Descripción Oficial
Acepta lo sobrenatural en un mundo totalmente nuevo lleno de magia, misterio y diabluras. Crea brujos, vampiros, fantasmas, hadas o licántropos desde el principio. Cada tipo de Sim sobrenatural tiene nuevos rasgos y habilidades particulares que añaden humor y desafíos a las vidas y al mundo que lo rodean. Utiliza tu varita para lanzar hechizos o reúne ingredientes y prepara montones de elixires que mejorarán la experiencia de juego. Puedes convertir a Sims en zombis o aplicarle a tu Sim el toque dorado. Comparte tus brebajes mágicos con cualquier amigo que tenga Los Sims 3. Explora la nueva ciudad de Moonlight Falls, donde el ciclo lunar intensifica los poderes especiales de tus Sims y las sorpresas acechan en cada esquina.

### Características
- Juega con Sims sobrenaturales. Crea brujos, magos, hombres lobo, intrigantes vampiros y hadas, cada cual con habilidades mágicas, rasgos e interacciones especiales.

- Explora la ciudad de Moonlight Fals. Descubre los misterios y las habilidades que se desvelan a la luz de la luna llena. ¿A tus Sims les dará yuyu o se sentirán más poderosos que nunca?

- Perfecciona tus dotes mágicas y encanta las vidas de los demás. Aprende a lanzar hechizos y busca ingredientes extraños para preparar elixires y encantar o embrujar las vidas de tus Sims. Manda tus elixires mágicos a otros amigos que tengan Los Sims 3. ¡Tus Sims pueden perfeccionar sus habilidades de vidente y forjarse una carrera leyendo el futuro!

- Descubre objetos sobrenaturales. Recorre la pista de vuelo con tu escoba, visita la caravana gitana o acicálate frente a tu espejo mágico. Hasta puedes despertar de entre los muertos al clásico personaje de Bonehilda, la estrafalaria doncella esquelética. Con tal cantidad de objetos nuevos encantados, ¿quién sabe lo que ocurrirá?

- Decora tu casa al más puro estilo gótico. Añade una guarida secreta con la puerta corredera de estantería y amuebla todas las estancias de tu hogar con nuevos muebles espeluznantes.

- Zombificación. Prepara un elixir para crear tus propios monstruitos comecerebros. Muerde a otros Sims para difundir el amor y sembrar el caos. ¡Y no te preocupes! Siempre puedes preparar un elixir para devolver a tus Sims a su estado original.

## Ediciones

### Características de la Edición limitada
- Lanzaguisantes - Este inquebrantable aliado está preparado para defender tu casa de Sims zombificados y otros personajes indeseables como ladrones y cobradores. ¡Lanza guisantes a los invitados no deseados! Igual que en Plantas vs zombis.

- Traje de zombi rasgado - Viste a tu Sim con el atuendo de zombi clásico de PcZ.

- Traje de zombi lector - No hay nada más aterrador que los calzoncillos llamativos y las ligas. Viste a tu Sim como el zombi lector de PcZ.

- Sombreros de conos y cubos - Puede que esos fastidiosos zombis los lleven como protección, pero estos objetos también constituyen una apuesta de moda atrevida que marca tendencia. Atavía a tu Sim con estos hilarantes complementos.

### Características de la Edición limitada deOrigin
- Lámpara "Platerna" - Este objeto exclusivo tiene el mismo aspecto que las planternas que mantienen a raya la niebla en Plantas contra Zombis. ¡Utilízalo para iluminar la casa o el jardín de tu Sim!

- Escultura de nuez - Nada dice “largo de mi jardín” como una nuez con ojos cabreados. Colócalas de una en una o forma una fila con ellas para crear una especie de cerca.

- Escultura de gnomo zombi - El icónico gnomo de jardín no muerto de PcZ puede adornar la casa o el jardín de tu Sim.

- Escultura de bandera de zombis - Decora tu jardín, tu tejado o cualquier otro lugar con esta bandera utilizada para liderar el ataque en Plantas contra Zombis. ¡Mira que les gustan los cerebros a estos tíos!